# Episodi di Doogie Howser (quarta stagione)
La quarta stagione della serie televisiva Doogie Howser è stata trasmessa in anteprima negli Stati Uniti d'America dalla ABC tra il 23 settembre 1992 e il 24 marzo 1993.
| nº | Titolo originale                                          | Titolo italiano | Prima TV USA      | Prima TV Italia |
| -- | --------------------------------------------------------- | --------------- | ----------------- | --------------- |
| 1  | There's a Riot Going On                                   |                 | 23 settembre 1992 |                 |
| 2  | Look Ma, No Pants                                         |                 | 30 settembre 1992 |                 |
| 3  | Doogie Got a Gun                                          |                 | 7 ottobre 1992    |                 |
| 4  | Doogie Doesn't Live Here Anymore                          |                 | 14 ottobre 1992   |                 |
| 5  | The Patient in Spite of Himself                           |                 | 21 ottobre 1992   |                 |
| 6  | To Err Is Human, to Give Up Isn't a Bad Idea              |                 | 28 ottobre 1992   |                 |
| 7  | Doogie, Can You Hear Me?                                  |                 | 5 novembre 1992   |                 |
| 8  | Nothing Compares 2 U                                      |                 | 11 novembre 1992  |                 |
| 9  | Do the Right Thing... If You Can Figure Out What It Is    |                 | 18 novembre 1992  |                 |
| 10 | The Big Sleep... Not!                                     |                 | 25 novembre 1992  |                 |
| 11 | Will the Real Dr. Howser Please Stand Up                  |                 | 9 dicembre 1992   |                 |
| 12 | The Mother of All Fishing Trips                           |                 | 16 dicembre 1992  |                 |
| 13 | Roommate with a View                                      |                 | 30 dicembre 1992  |                 |
| 14 | Spell It 'M-A-N'                                          |                 | 6 gennaio 1993    |                 |
| 15 | It's a Tough Job... But Why Does My Father Have to Do It? |                 | 13 gennaio 1993   |                 |
| 16 | The Adventures of Sherlock Howser                         |                 | 20 gennaio 1993   |                 |
| 17 | Love Means Constantly Having to Say You're Sorry          |                 | 27 gennaio 1993   |                 |
| 18 | You've Come a Long Way, Babysitter                        |                 | 3 febbraio 1993   |                 |
| 19 | Love Makes the World Go 'Round... or Is It Money?         |                 | 24 febbraio 1993  |                 |
| 20 | Dorky Housecall, M.D.                                     |                 | 10 marzo 1993     |                 |
| 21 | Eleven Angry People... and Vinnie                         |                 | 17 marzo 1993     |                 |
| 22 | What Makes Doogie Run                                     |                 | 24 marzo 1993     |                 |